# Liste der Biografien/Aun
Liste der Biografien |
Portal Biografien |
Personensuche
# |
A |
B |
C |
D |
E |
F |
G |
H |
I |
J |
K |
L |
M |
N |
O |
P |
Q |
R |
S |
T |
U |
V |
W |
X |
Y |
Z |
?
 
Aa |
Ab |
Ac |
Ad |
Ae |
Af |
Ag |
Ah |
Ai |
Aj |
Ak |
Al |
Am |
An |
Ao |
Ap |
Aq |
Ar |
As |
At |
Au |
Av |
Aw |
Ax |
Ay |
Az
 
Aua |
Aub |
Auc |
Aud |
Aue |
Auf |
Aug |
Auh |
Aui |
Auj |
Auk |
Aul |
Aum |
Aun |
Aup |
Aur |
Aus |
Aut |
Auv |
Auw |
Aux |
Auz
Die Liste der Biografien führt alle Personen auf, die in der deutschsprachigen Wikipedia einen Artikel haben. Dieses ist eine Teilliste mit 34 Einträgen von Personen, deren Namen mit den Buchstaben „Aun“ beginnt.

## Aun
- Aun Weor, Samael (1917–1977), Philosoph, Anthropologe, Psychologe und neuzeitlicher EsoteristSamael Aun Weor (1917–1977)

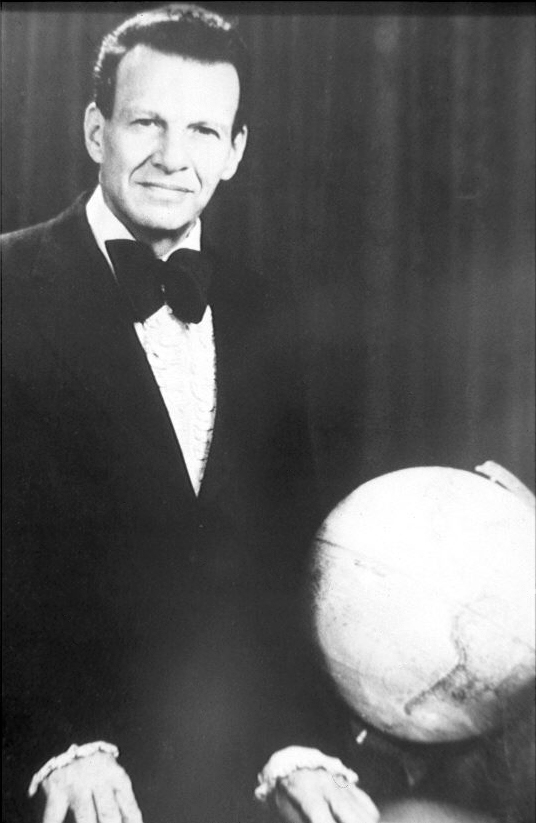
Samael Aun Weor (1917–1977)

- Aun, Elise (1863–1932), estnische Schriftstellerin
- Aun, Rein (1940–1995), sowjetischer Leichtathlet
- Aun, Tobia, Erzbischof von Beirut

### Auna
- Aunaud, Michel (1911–1982), französischer Autorennfahrer

### Aune
- Aune, Joakim (* 1993), norwegischer Skispringer
- Aune, Leif (1925–2019), norwegischer Politiker der Arbeiderpartiet (Ap)
- Aune, Malin (* 1995), norwegische Handballspielerin
- Aune, Pål Trøan (* 1992), norwegischer Skilangläufer
- Aune, Terje (* 1972), norwegischer Biathlet
- Auneau, Louis-Joseph-Marie (1876–1959), französischer römisch-katholischer Ordensgeistlicher und Apostolischer Vikar von Shiré
- Auner, Arvid (* 1997), österreichischer Snowboarder
- Auner, Daniel (* 1987), österreichischer Geiger
- Auner, Dieter (* 1970), rumäniendeutscher Dokumentarfilmer
- Auner, Norbert (* 1952), deutscher Chemiker

### Aung
- Aung Hein Kyaw (* 1991), myanmarischer Fußballspieler
- Aung Kaung Mann (* 1998), myanmarischer Fußballspieler
- Aung Kyaw Moe (* 1973), myanmarischer Menschenrechtsaktivist
- Aung Kyaw Naing (* 1994), myanmarischer Fußballspieler
- Aung Myat Thu, myanmarischer Fußballspieler
- Aung Myint Tun (* 1990), myanmarischer Fußballspieler
- Aung San (1915–1947), birmanischer NationalheldAung San (1915–1947)

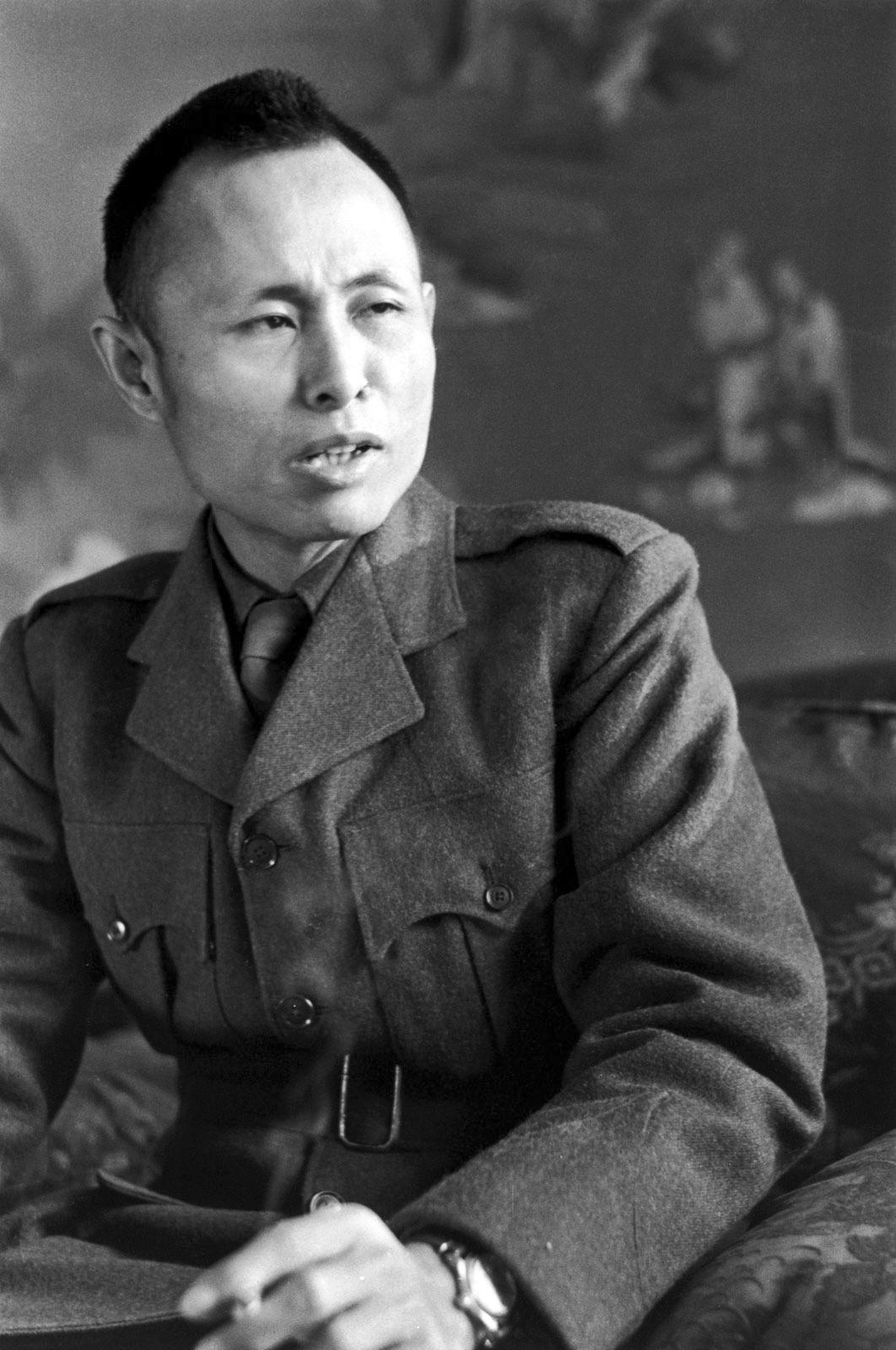
Aung San (1915–1947)

- Aung Thu (* 1996), myanmarischer Fußballspieler
- Aung Zin Phyo (* 1995), myanmarischer Fußballspieler
- Aung, MiMi (* 1968), burmesisch-amerikanische Ingenieurin und Projektmanagerin

### Auni
- Aunin, Heino (1935–2010), estnischer Badmintonspieler
- Aunitz, Franklyn (* 2000), deutscher Basketballspieler

### Aunl
- Aunli, Berit (* 1956), norwegische Skilangläuferin
- Aunli, Lars Ove (* 1993), norwegischer Skilangläufer
- Aunli, Ove (* 1956), norwegischer Skilangläufer

### Aunm
- Aunmueang, Phanwiwat (* 2000), thailändischer Fußballspieler

### Auno
- Auñón, Serena (* 1976), US-amerikanische Astronautin
- Aunós Pérez, Eduardo (1894–1967), spanischer Politiker und Diplomat

### Aunu
- Aunulf, Arnulfinger